# 인천경제자유구역
인천경제자유구역(仁川經濟自由區域)은 송도국제도시와 영종도, 청라국제도시를 잇는 3각축형 경제자유구역으로 형성하여 연면적 169.5 km2(41,884에이커) 규모로 개발할 계획에 있다.

## 영종지구
영종지구의 주요 개발사업은 4가지로 구분해서 사업할 계획에 있다.
- 영종하늘도시 : 19.12 km2 규모로 구성, 산업물류 및 주거단지를 위주로 사업할 것이고 오는 2020년 완공을 목표로 8조 9,328억원의 사업비를 투입한다.
- 용유·무의관광단지 : 21.65 km2 규모로 구성, 주로 마리나 및 휴양문화시설을 중심으로 건립하여 오는 2020년까지 사업을 마무리지을 계획이다. 사업비는 79조 8,000억원이다.
- 운북복합레저단지 : 2.698 km2 규모로 구성, 주로 관광 및 산업업무시설을 중심으로 건립하지만 완공시기는 오는 2014년으로 예상된다. 사업비는 6,898억원에 이른다.
- 영종물류복합단지 : 3.699 km2 규모로 구성, 주로 전시 및 산업시설 그리고 유로형타운을 위주로 조성되며, 사업비 3조 408억원을 투입, 오는 2017년을 목표로 완공할 계획이다.[2]

## 청라지구
청라국제도시는 538만평 규모의 사업 규모로 예상되며, 90,000명의 수용능력을 갖추게 되는 경제자유구역이며, 인천광역시와 한국토지공사, 한국농어촌공사가 공동으로 사업을 계획했으며 주 사업은 호텔, 병원, 공원, 쇼핑시설을 비롯, 관광 및 무역, 국제업무, 주거 등 다양한 시설을 갖추게 되는 경제자유구역을 개발했다.

## 같이 보기
- 인천광역시
- 송도국제도시
- 영종도
- 인천대교
- 송도 인천타워
- 송도컨벤시아